# Édouard Norès
Hippolyte Édouard Ernest Norès, né le 23 décembre 1857 à La Nouvelle-Orléans (Louisiane, États-Unis) et mort le 16 novembre 1904 à la maison de santé de Perray-Vaucluse à Épinay-sur-Orge, est un journaliste et un auteur dramatique français.

## Biographie
Fils d'un facteur de pianos tourangeau, un temps installé en Louisiane, Édouard Norès se lancera d'abord dans le journalisme et fera partie du club des Hydropathes,. Ses pièces ont été représentées sur les plus grandes scènes parisiennes du XIXe siècle : Théâtre Antoine, Théâtre de l'Ambigu-Comique, Théâtre de la Porte-Saint-Martin, etc.
Atteint de troubles de la personnalité dans les dernières années de sa vie, il dut être interné en 1903 à la maison de santé de Perray-Vaucluse  près de Sainte-Geneviève-des-Bois où il meurt un an plus tard à l'âge de 46 ans. Ses obsèques auront lieu sur place le 18 novembre 1904. Le lieu de sa sépulture est inconnu.

## Œuvres
- 1881 : Plus de têtes chauves !, vaudeville échevelé en un acte, avec Albert Cahen et Émile Cohl, musique de Charles-Alexandre Guyon, au théâtre des Fantaisies-Parisiennes (11 juin)
- 1881 : C'est ma sœur, vaudeville en 1 acte, avec Albert Cahen et Émile Cohl, au théâtre des Fantaisies-Parisiennes (11 juin) [non imprimé]
- 1882 : Auteur par amour, opérette en 1 acte, livret d'Édouard Norès, Albert Cahen et Émile Cohl, musique de Charles Thony, au Concert de la Scala (9 septembre)
- 1885 : Les Grandes Manœuvres, opérette en 1 acte, livret d'Édouard Norès et Albert Cahen, musique de Félicien Chadeigne, au Concert des Ternes (24 janvier)
- 1885 : Les Chinoiseries de l'année, revue en 1 acte et 4 tableaux, avec Albert Cahen, musique de Paul Cressonnois[8], au Concert de Ba-ta-clan (31 décembre)
- 1887 : La Tentation de saint Antoine, féerie sur des ombres chinoises d'Henri Rivière, d'après le poème en prose de Gustave Flaubert (1874), au cabaret du Chat Noir (décembre)
- 1895 : Les Gaîtés de l'escadron, revue de la vie de caserne en 3 actes et 9 tableaux, avec Georges Courteline, au théâtre de l'Ambigu (18 février). Reprise au théâtre Antoine le 4 mai 1899 et à Ba-ta-clan le 16 août 1904.
- 1896 : Le Procès de la vache enragée, bouffonnerie judiciaire en 1 acte, au Concert du Carillon (16 mars)
- 1899 : Le gendarme est sans pitié, comédie en un acte, avec Georges Courteline, au théâtre Antoine (27 janvier)
- 1901 : L'Échelle, fantaisie en 1 acte, au théâtre de la Renaissance (30 septembre)
- 1903 : Le Roman d'une femme de chambre, comédie dramatique en 4 actes, avec Firmin Gémier, d'après le roman Le Journal d'une femme de chambre d'Octave Mirbeau, au théâtre de l'Athénée[9] [non représentée][10].

## Adaptations cinématographiques
- 1913 : Les Gaîtés de l'escadron, film muet de Maurice Tourneur et Joseph Faivre d'après la pièce de Georges Courteline et Édouard Norès (1895)
- 1932 : Les Gaîtés de l'escadron, film parlant de Maurice Tourneur d'après la pièce de Georges Courteline et Édouard Norès (1895)
- 1932 : Le gendarme est sans pitié, moyen-métrage de Claude Autant-Lara d'après la pièce de Georges Courteline et Édouard Norès (1901)
- 1946 : Le Journal d'une femme de chambre (Diary of a Chambermaid), film de Jean Renoir d'après le Roman d'une femme de chambre, pièce d'Édouard Norès et Firmin Gémier (1903) tirée du roman d'Octave Mirbeau (1900)
- 1954 : Les Gaîtés de l'escadron (Allegro squadrone), film italien de Paolo Moffa d'après la pièce de Georges Courteline et Édouard Norès (1895).

## Postérité
S'il n'avait pas collaboré avec Georges Courteline dans l'écriture de deux de ses pièces, Les Gaîtés de l'escadron en 1895 et Le Gendarme est sans pitié en 1899, le nom d'Édouard Norès serait sans doute, comme nombre de vaudevillistes de l'époque, tombé dans l'oubli. Depuis leur création, la reprise régulière de ces deux comédies tant au théâtre qu'au cinéma et à la télévision, continue d'entretenir la mémoire de leur co-auteur.